# 10083 Gordonanderson
A 10083 Gordonanderson (ideiglenes jelöléssel (10083) 1990 QE2) a Naprendszer kisbolygóövében található aszteroida. Henry Holt fedezte fel 1990. augusztus 22-én.

## Kapcsolódó szócikk
- Kisbolygók listája (10001–10500)